# ЖДА Дижон (баскетбольный клуб)
«ЖДА Дижон» (фр. Jeanne d'Arc Dijon Basket) — французский баскетбольный клуб из города Дижон.

## Сезоны
| Сезон   | Лига  | Уровень | Рег. чемп. | Плей-Офф      | Еврокубки              |
| ------- | ----- | ------- | ---------- | ------------- | ---------------------- |
| 2012-13 | Про А | 1       | 7          | Четвертьфинал | Гр. этап Еврочелленджа |

## Достижения

### Национальные турниры
Чемпионат Франции
- Серебряный призёр: 2020/2021

Кубок Франции
- Обладатель (2): 1992/1993, 2005/2006

Суперкубок Франции
- Обладатель: 2006

### Европейские турниры
Лига чемпионов ФИБА
- Бронзовый призёр: 2019/2020

Еврокубок вызова ФИБА
- Серебряный призёр: 2003/2004

## Домашняя арена
«Дижон» проводит домашние матчи во Дворце Спорта Дижона, который вмещает 4682 зрителя. В 1999 году эта арена принимала игры чемпионата Европы по баскетболу.

## Известные игроки
- Марцин Стефаньский